# حاملة الطائرات اليابانية هوشو
حاملة الطائرات اليابانية هوشو هي كانت حاملة طائرات تابعة لالبحرية الإمبراطورية اليابانية، دخلت الخدمة في عام 1922 وهي تعتبر أول حاملة طائرات تدخل الخدمة في العالم، شاركت في الحرب العالمية الثانية وتم تفكيكها في عام 1946.